# 奇妙な果実達
『奇妙な果実達』（きみょうなかじつたち）は、山下友美の漫画。

## あらすじ
刑事事件の精神鑑定を扱うローラ・ダーンの元に送り込まれたシドニィ・キャンベルは、自分はエドワード・ヒギンズという15歳の少年であると言い出した。記憶障害のため別の人格になっていた!?のだ。純粋なエドワードに魅かれ始めるローラ。だが、彼の犯した犯罪は……！

## 収録作品
- 奇妙な果実達 （1994年、『別冊花とゆめ』1 - 2月号掲載）
- 人形の声（1993年、『花とゆめ』16号掲載）
- Little Liar（1992年、『花とゆめプラネット増刊』9月1日号掲載）

## 単行本
- 山下友美『奇妙な果実達』白泉社〈花とゆめコミックス〉全1巻
  - 1994年8月25日発行、ISBN 978-4592126744